# João Simplício Alves de Carvalho
João Simplício Alves de Carvalho (? — ?) foi um engenheiro e político brasileiro.
Foi eleito  deputado estadual, à 22ª Legislatura da Assembleia Legislativa do Rio Grande do Sul, de 1901 a 1905. 
Foi um dos idealizadores da Escola de Engenharia de Porto Alegre e segundo diretor do Colégio Júlio de Castilhos.